# Hyozo Omori
Hyozo Omori (大森兵蔵?, Hyozo Omori; 14 marzo 1876 – Pasadena, 3 gennaio 1913) è stato un educatore giapponese, professore di educazione fisica allo YMCA nella Prefettura di Okayama. Introdusse in Giappone il basket e la pallavolo.

## Biografia
Laureato allo Springfield College, nel Massachusetts, introdusse nel 1908 basket e pallavolo in Giappone.
Nel 1911 entrò nel Consiglio d'amministrazione della Associazione sportiva dilettantistica giapponese, l'anno seguente fu, insieme a Kanō Jigorō, membro della prima commissione nipponica alle V Olimpiade a Stoccolma.
Morì nel 1913 per gli sviluppi di una tubercolosi polmonare a Pasadena, in California, all'età di soli 36 anni.
Anche la moglie Annie Shepley si dedicò alla promozione dell'attività sportiva, essendo a capo del movimento giapponese per la divulgazione dei campi giochi, di ispirazione tedesca.
| Controllo di autorità | VIAF (EN) 258458140 · NDL (EN, JA) 00500125 |